# Trujillo (Peru)
 For alternative betydninger, se Trujillo. (Se også artikler, som begynder med Trujillo)
Trujillo er en by i det nordvestlige Peru, beliggende nær floden Moche. Den er hovedbyen i regionen La Libertad og er den tredjestørste by i Peru.
Trujillo er kernen i det næststørste byområde i Peru, der dækker et areal på 110.000 ha og består af 9 distrikter med anslået befolkning på 906.313 indbyggere i 2012. Trujillo er desuden "National Marinera Capital" og betragtes som "Kulturhovedstad i Peru."